# Výmarský trojúhelník

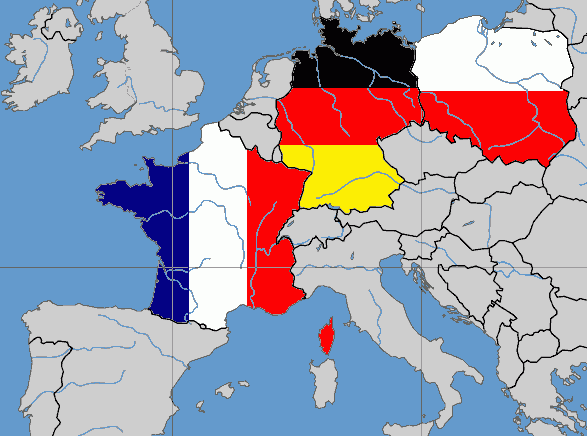
Země Výmarského trojúhelníku

Výmarský trojúhelník je pojem označující velmi volný spolek tří zemí, Polska, Německa a Francie, který má podpořit jejich vzájemnou spolupráci. Jeho existence je dána především formou setkávání mezi vrcholnými představiteli těchto tří zemí, ale také každoročními schůzemi mezi jejich ministry zahraničí.

## Historie
Výmarský trojúhelník byl ustanoven v německém městě Výmar v roce 1991 a měl se zaměřit na pomoc Polsku při přechodu od komunistického režimu. Proběhla setkání v polské Poznani (1998), francouzské Nancy (1999), německém Hambachu (2001) a opět v Nancy (2005). Poslední zasedání Výmarského trojúhelníku na nejvyšší úrovni proběhlo 7. února 2011 v Polsku, kterého se zúčastnili polský prezident Bronisław Komorowski, francouzský prezident Nicolas Sarkozy a německá kancléřka Angela Merkelová. Jednalo se o obnově pravidelných jednání skupiny, situaci v Egyptě a zlepšování vztahů s Ruskem. Dne 5. července 2011 se členské státy v Bruselu dohodly na vytvoření vojenské skupiny o 1 700 vojácích, pojmenované Výmarská bojová skupina, která se měla stát bojeschopnou v roce 2013. Výmarskou bojovou skupinu mělo vést Polsko, které také poskytlo základní bojové jednotky a mechanizovaný prapor. Německo má zabezpečovat logistickou podporu a Francie zdravotnickou podporu. Operační velitelství se má nacházet v Mont Valerien na předměstí Paříže.